# Ч'єу Мінь Вионг
Ч'єу Мінь Вионг (д/н — 113 до н. е.) — 3-й володар Наньюе в 122—113 роках до н. е. У китайських джерелах відомий як Чжао Їнці.

## Життєпис
Походив з династії Ч'єу (китайською — Чжао). Старший син імператора Ч'єу Ван Вионга. При народженні отримав ім'я Ань Те. У 135 році до н. е. відправлений батьком до двору ханського імператора Лю Че. Тут став відомим як Їнці. Здобув китайську конфуціанську освіту. Одружився з китайською аристократкою із роду Цзю.
122 року до н. е. у зв'язку з хворобою батька отримав дозвіл від китайського імператора повернутися до Наньюе. Невдовзі після смерті Ч'єу Ван Вионга став новим імператором під ім'ям Мінь Вионг. Першим надав матері титул тхайхау (княгиня-мати). Слідом за цим надав дружині-китаянці титул хау (дружина володаря), а сина від неї Хинга призначив спадкоємцем трону обмін старшого сина К'єн Дика від юеської аристократки.
Запровадив бюрократичну та законодавчу систему з Хань, що викликало невдоволення знаті та жерців. За те, що силою впроваджував нові порядки, уславився як тиран. Помер 113 року до н. е. Йому спадкував Ч'єу Хинг.